# Antonio Loperena Eseverri
Antonio Loperena Eseverri (Arguedas, Navarra, 4 de septiembre de 1922 - Tudela, Navarra, 19 de febrero de 2010) fue un pastor, pintor, escultor, poeta y escritor español. Pertenece a la segunda generación de escultores navarros (nacidos entre 1922 y 1950) junto a otros artistas como «José Ulibarrena, Rafael Huerta, Jesús Alberto Eslava, José López Furió, Juan Miguel Echeverría, Mari Cruz Castuera, José Urdín, Manuel Clemente Ochoa, José Manuel Campos Mani, Alberto Orella, Ángel Bados, Koké Ardaiz, Xabier Santxotena, Henriette Boutens, Faustino Aizkorbe, Josetxo Santos, José Ramón Anda, Ángel Garraza y Alfredo Sada». Junto a Ulibarrena y Aizkorbe, es uno de los escultores que cuenta en Navarra con una gran producción de escultura pública. 

## Biografía
Su familia natural de Ezcároz (valle de Salazar), eran ganaderos y se instalaron en Arguedas. Su padres fueron José María Loperena Tainta y Josefa Eseverri Goyena, nacidos en Ezcároz, al igual que sus cuatro hermanas mayores (Ángeles, Benita, Isidra y María). Tenía, además, otro hermano más joven (José Luis). La familia estaba recién asentada en Arguedas cuando nacieron ambos varones. 
A los cuatro años padeció de meningitis dedicándose durante la convalecencia a dibujar. Asistió a la escuela hasta los 14 años. Por falta de pastores al estallar la Guerra Civil, fue empleado por su padre como pastor oficio que desempeñaría hasta los 30 años, recorriendo desde entonces, «en infinidad de ocasiones, muchas veces acompañado por el gran pintor tudelano César Muñoz Sola» las Bardenas Reales de Navarra. Su formación artística fue completamente autodidacta salvo una breve estancia en Pamplona donde estudio en la escuela de Constantino Manzana, artista de forja y metales.
Casado en 1947 con Emilia Garro tuvo familia, tres hijos, y todavía sigue durante cinco años con el ganado. En 1952 cambia el oficio, instala un taller en Arguedas para mudarse al año siguiente a Tudela donde permanecerá el resto de su vida salpicada de numerosos viajes por toda España, Europa y América. Su tercer hijo, Ismael, ha continuado en el mundo del arte dedicándose a la pintura. 

## Trayectoria artística
Presenta dos exposiciones una de cuadros al óleo y otra de tallas de boj. En 1952 se dirige a Tudela para aprender el tratamiento de la piedra y el mármol así como el modelado de la arcilla. Es seleccionado para la primera Exposición Internacional de Artesanía en la que obtiene medalla y tercer premio. 
Recorre el Louvre y museos importantes de París donde traba conocimiento con los clásicos de la escultura. La primera talla de importancia que realiza es una copia de Nuestra Señora del Yugo para la parroquia de Arguedas, imagen gótica, de la patrona de esta localidad. Más tarde realiza en pino y tamaño natural las imágenes de Nuestra Señora de la Esperanza y un San Irineo y luego un San Antonio para la Catedral de Santa María de Tudela. Así, comienzan a proliferar las tallas: cuatro en Ribaforada y varios en localidades cercanas. 
Le atraen por entonces los crucificados y hace tres de tamaño natural, uno de ellos una bellísima muestra de desnudo para la iglesia de los capuchinos de Tudela. 
Esculpe una talla de Nuestra Señora de Belén para Venezuela, un San Francisco de Asís para Galea (Ecuador), un Junípero Serra para Florida y un Crucifijo para el cardenal Faltin, arzobispo de París. Después realiza un San Agustín en alabastro de 2 m para Gijón. 
En el año 1955 pinta un gran mural para la iglesia nueva de Monteagudo, Navarra. Realiza un gran busto para el monumento dedicado a Alexander Fleming (1963), dos tallas góticas para la parroquia de Pouillon (Landas) y pasa a ser modelista en una fábrica de alabastro de Cintruénigo de cerca de 600 obreros y producción para el mercado extranjero. 
En 1970 realiza una estatua de Marco Fabio Quintiliano para Calahorra (La Rioja) de tres metros de altura en un solo bloque de piedra. Posteriormente, recibió el encargo de dar los toques finales a un gran Cristo en la Cruz, obra de Julio Beovide. 
Entre sus proyectos se cuenta la realización de una estatua al Pastor Montañés y una escultura de Sancho el Fuerte de Navarra.
Tiene realizadas en total unas cincuenta tallas de madera en piedra y mármol de tamaño natural, además de unas trescientas pequeñas, de cerca de 50 cm, y unos cuatrocientos cuadros que comprenden paisajes, retratos al óleo, acuarelas, etc.
En su obra pictórica el paisaje sigue la estela de este género abierta por otros paisanos como Jesús Basiano o Miguel Pérez Torres, al igual que harán como él autores como José María Monguilot o César Muñoz Sola. Su ámbito es Tudela y la Bardena, representando una naturaleza «casi siempre animada por figuras humanas y animales ocupadas en tareas agrícolas.»

## Galería de obras

Escultura pública de Antonio Loperena
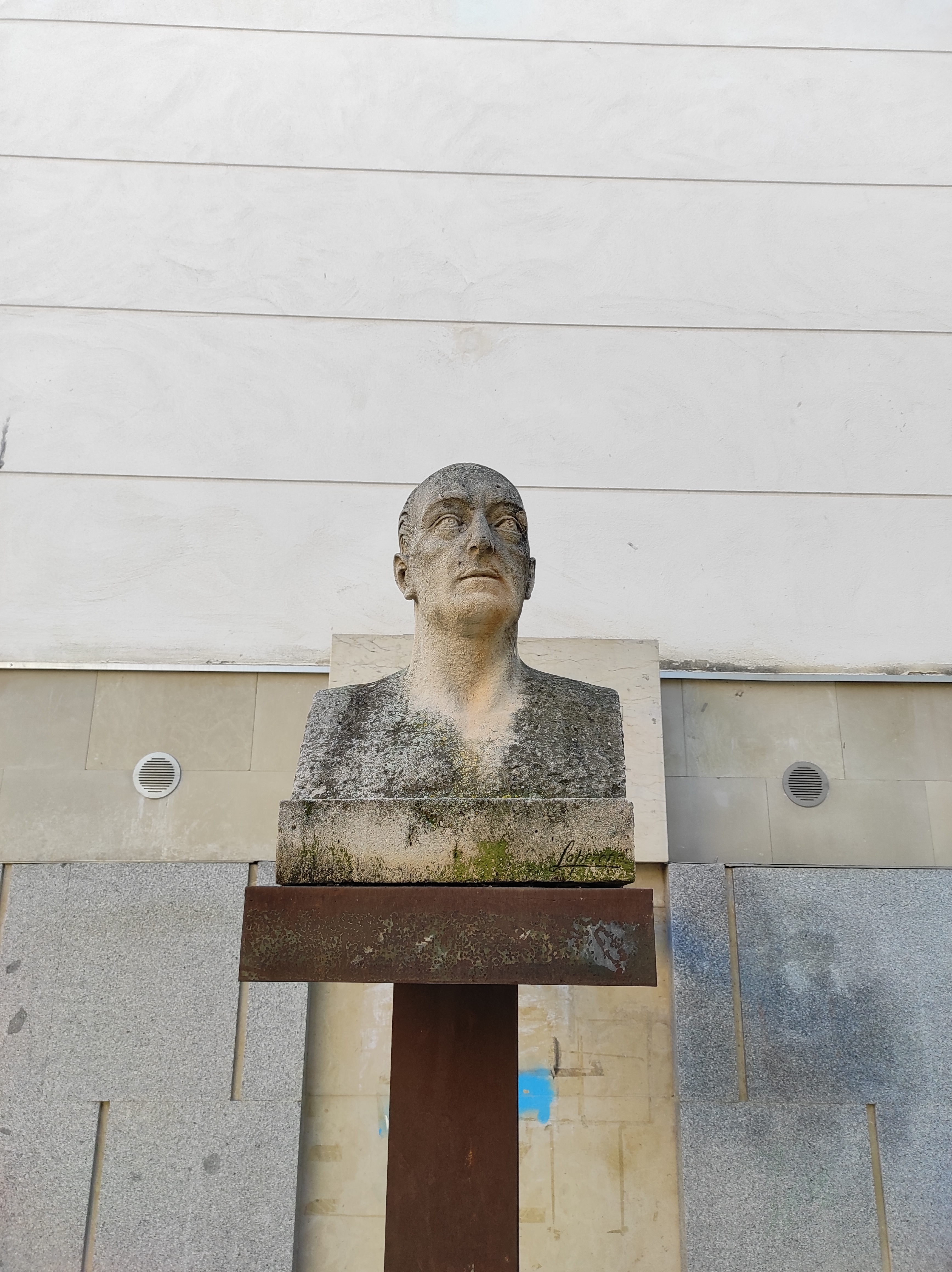
Monumento a José María Iribarren (1972) en Tudela (Navarra)
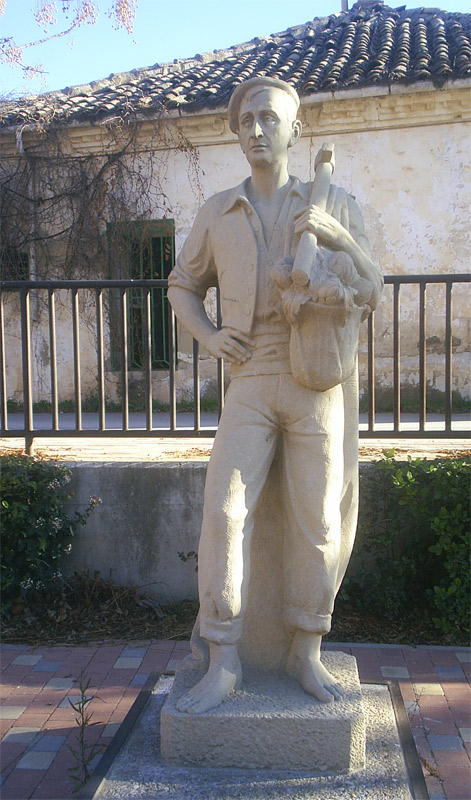
Hortelano (1973) en Tudela, en la entrada a la Mejana, su anterior ubicación.
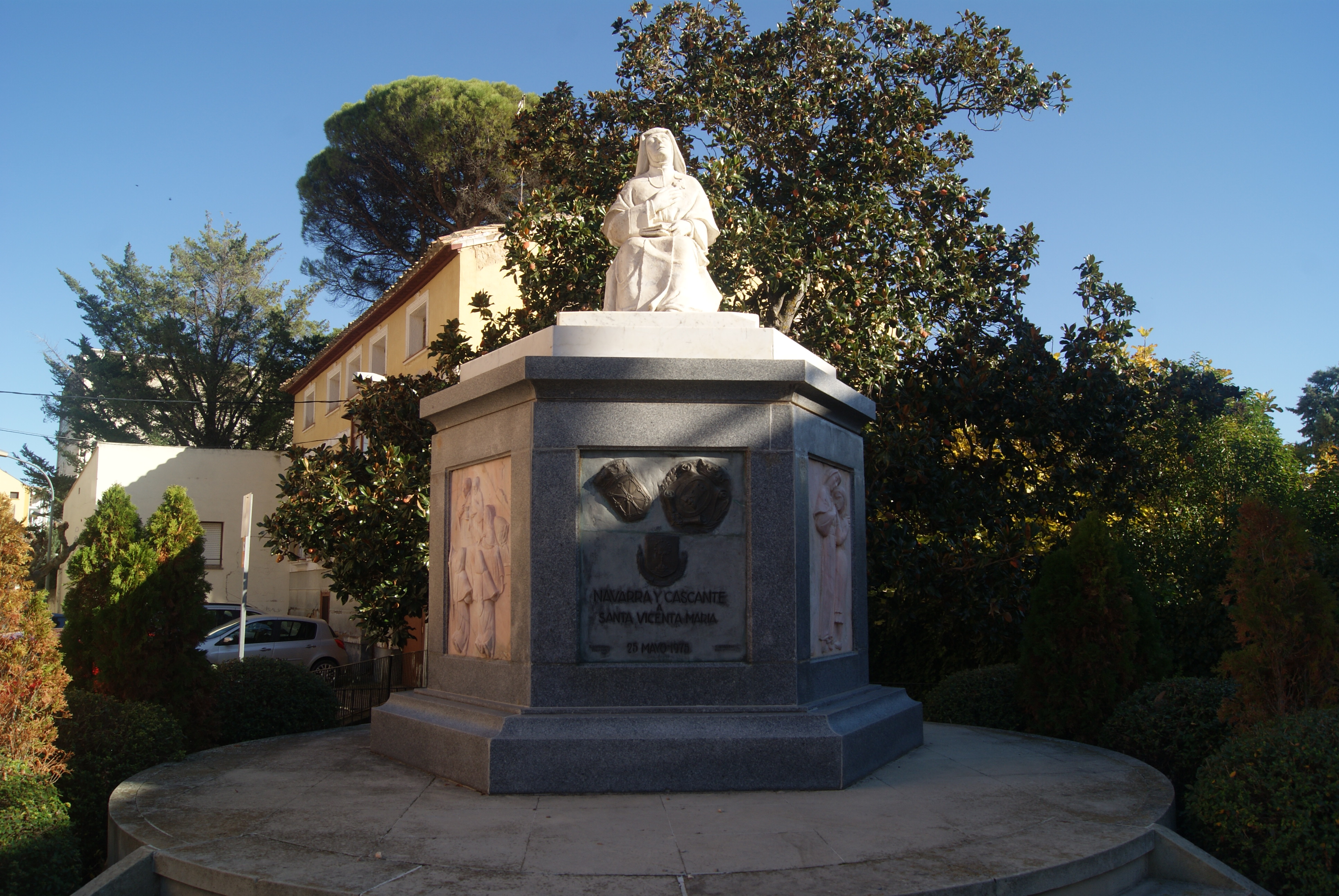
Monumento a Santa Vicenta María (1975) en Cascante.
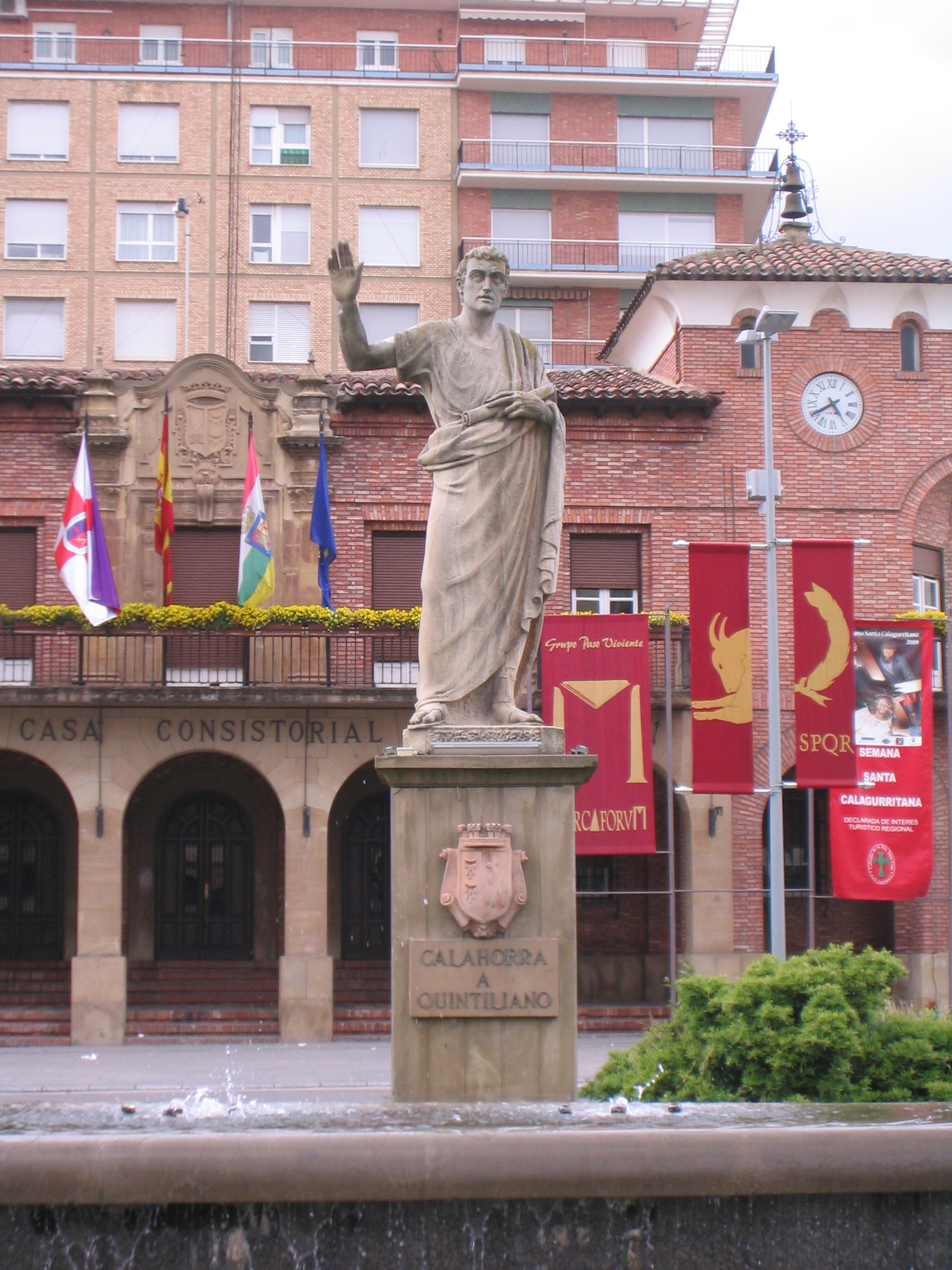
Estatua de Quintiliano (1980), en  Calahorra (La Rioja)
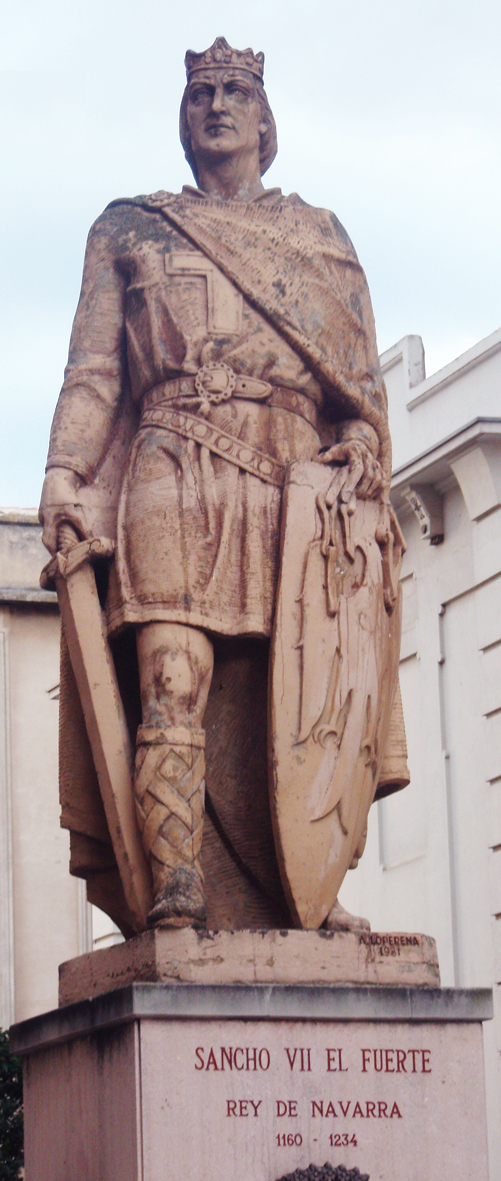
Sancho VII, el Fuerte (1981) en Tudela (Navarra).
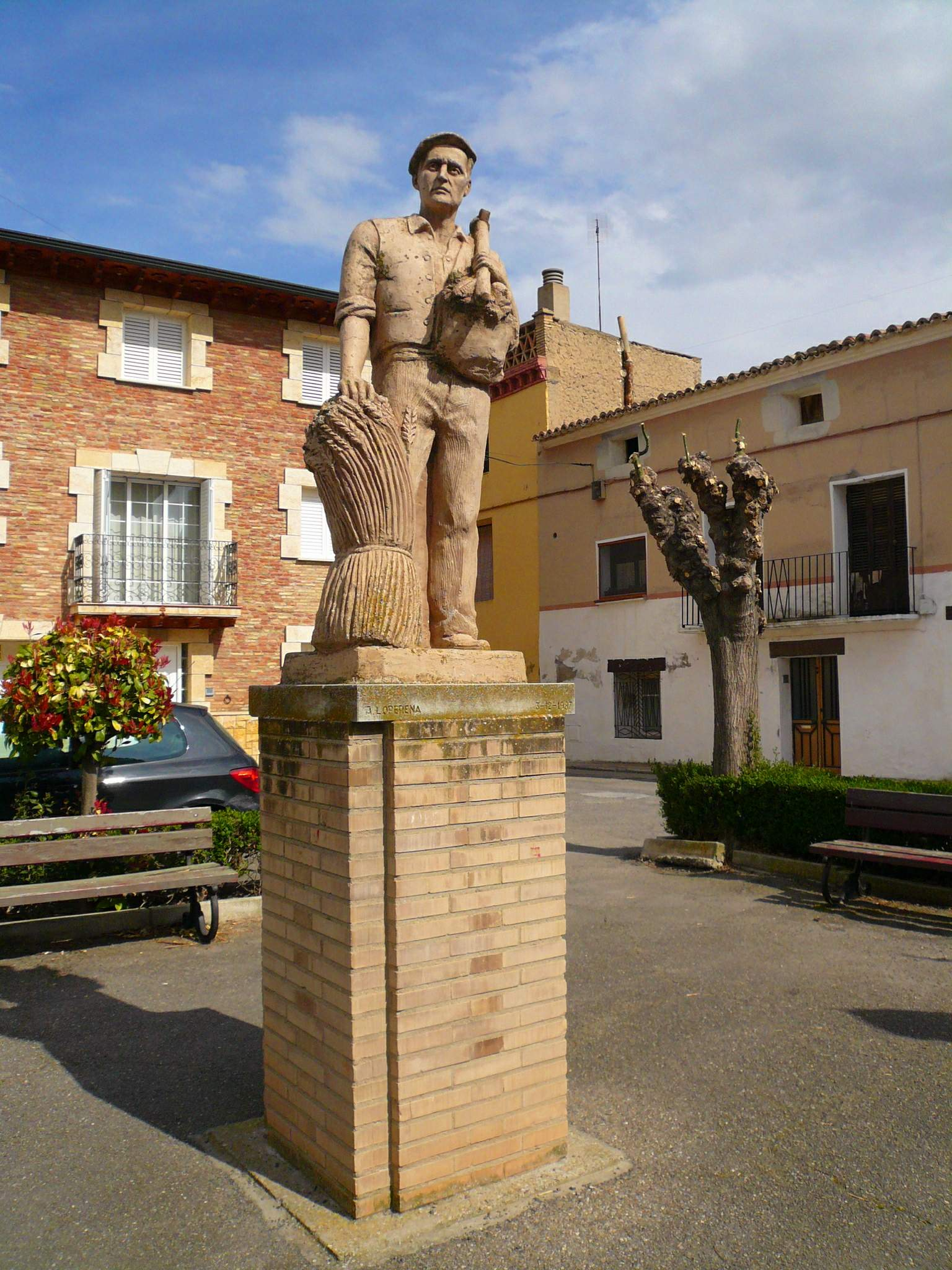
Monumento al labrador (1987) en Cortes (Navarra).
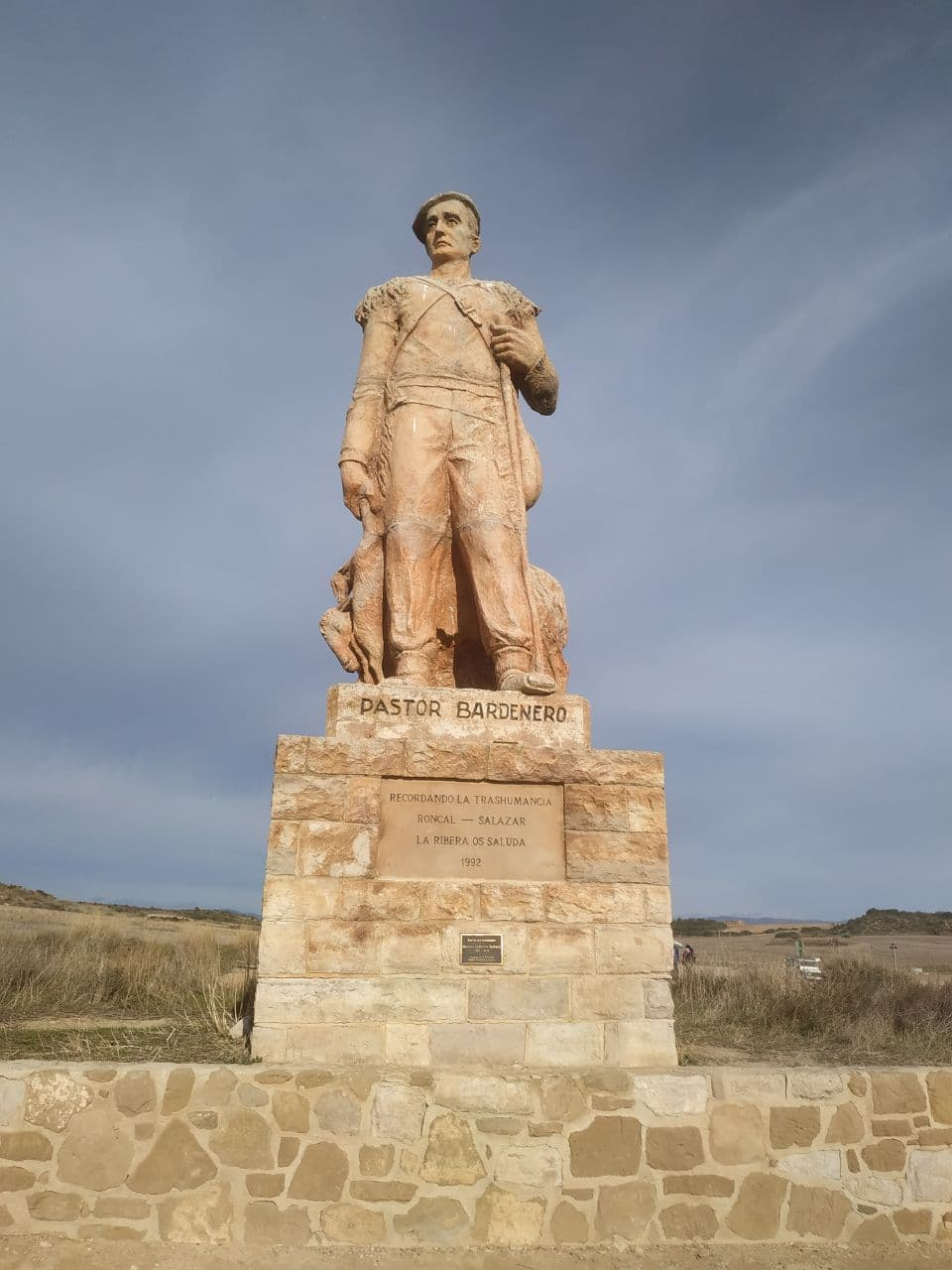
Monumento al pastor bardenero (1992) en el Paso de las Bardenas Reales
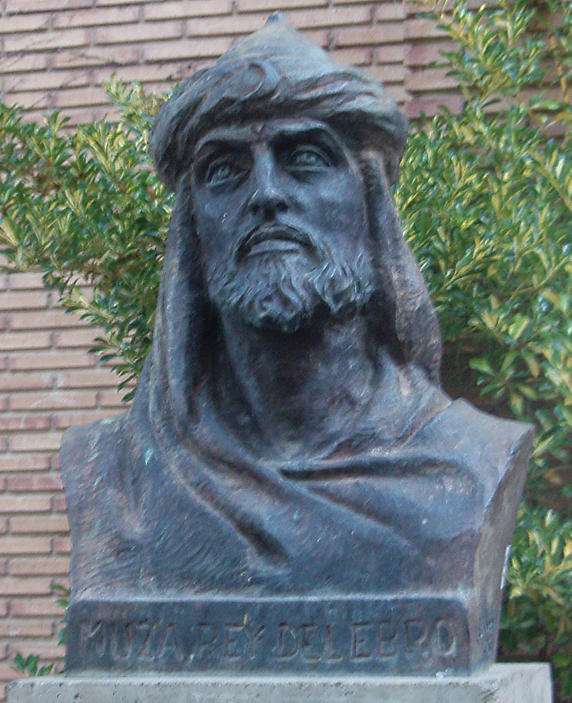
Muza, rey del Ebro (1996) en Tudela (Navarra)

## Premios y reconocimientos
- En 1953, diploma y medalla en la categoría de talla durante la 1ª Exposición Internacional de Artesanos de Madrid.
- id., tercer premio en modalidad de escultura durante la Exposición Nacional de Bellas Artes.
- En 1976, Cruz de Comendador de la Orden Patria y Arte de Francia.
- En 1975, la Orden del Volatín de Tudela le organiza un caluroso homenaje.
- En 1999, durante las fiestas patronales de Santa Ana, Tudela le nombra Tudelano Popular.[6]